# Andreiașu de Jos
Andreiaşu de Jos é uma comuna romena localizada no distrito de Vrancea, na região de Moldávia. A comuna possui uma área de 103.08 km² e sua população era de 2010 habitantes segundo o censo de 2007.